# Mittelberg (Nebra)
Der Mittelberg ist eine 252,2 m ü. NHN hohe Erhebung im Burgenlandkreis und im Saalekreis in Sachsen-Anhalt.

## Lage und Beschreibung
Der Mittelberg befindet sich in der Gemarkung von Wangen (Unstrut), seit dem 1. Juli 2009 ein Ortsteil der Kleinstadt Nebra (Unstrut). Ein Teil des Mittelbergs befindet sich auf dem Gebiet der Stadt Querfurt im Saalekreis. Der Mittelberg liegt nördlich der Ortslage von Wangen und der Unstrut. Auf dem Mittelberg wurde die Himmelsscheibe von Nebra gefunden, allerdings nicht im Gebiet der Stadt Nebra, sondern im Ziegelrodaer Forst in der Gemarkung von Ziegelroda, das seit 2004 zu Querfurt gehört. Der heute, bis auf die Fundstelle, bewaldete Hügel wies in der Bronzezeit offenbar keinen Baumbewuchs auf.

### Aussichtsturm
Nahe der Fundstelle der Himmelsscheibe wurde ein 30 m hoher und bewusst um 10° geneigter Aussichtsturm errichtet, der als Zeiger einer Art Sonnenuhr dient. Die Himmelsscheibe diente offenbar als Sonnenkalender, da vom Mittelberg aus gesehen in der Sichtachse zum Brocken hier die Sonne zur Sommersonnenwende (21. Juni) und am 1. Mai hinter dem Kyffhäuser untergeht.

## Geschichtliche Bedeutung
Der Mittelberg ist der Fundort der Himmelsscheibe von Nebra, die hier am 4. Juli 1999 von Raubgräbern ausgegraben wurde. Am Fundort wurde das „Himmelsauge“ erstellt, eine gekrümmte Scheibe aus poliertem Edelstahl, die einen indirekten Blick in den Himmel und das Weltall ermöglicht und ein Symbol darstellt für die Verbindung der Erde mit dem All.
Da die Himmelsscheibe zusammen mit weiteren Kultgegenständen gefunden wurde, gehen Archäologen davon aus, dass der Mittelberg eine Sternwarte und womöglich auch eine Kultstätte war. Es wurden Reste einer späteren, früheisenzeitlichen Wallanlage gefunden. Die Himmelsscheibe selbst wird im Landesmuseum für Vorgeschichte in Halle (Saale) ausgestellt.
Etwa 3,5 km südöstlich befindet sich das Besucherzentrum Arche Nebra.

## Anreise
Seit dem 10. April 2009 verkehren die Personenzüge auf der Unstrutbahn wieder bis Wangen, so dass Bahnreisende von Naumburg (Saale) aus bis in die Nähe des Mittelberges und der Arche Nebra gelangen können. Vom Parkplatz der Arche Nebra und der Bahnstation verkehrt ein Shuttlebus zur Fundstelle auf dem Mittelberg.